# Сингаліт
Сингаліт (рос. сингалит, синхалит; англ. sinhalite; нім. Sinhalit m) — мінерал, борат магнію та алюмінію острівної будови. Назва мінералу походить від санскритської назви острова Шрі-Ланка — «Сингала» (Sinhala). G.F.Claringbull, M.H.Hey, 1952.

## Опис
Хімічна формула: MgAl[BO4]. Містить (%): MgO — 31,96; Al2O3 — 40,44; B2O3 — 27,60.
Сингонія ромбічна. Ромбо-дипірамідальний вид. Утворює рідкісні кристали, зернисті аґреґати. Густина 3,44-3,50. Твердість 5,0-6,5. Спайність відсутня або недосконала. Колір жовто-коричневий, зеленувато-коричневий. Прозорий і просвічує. Преохроїзує. Блиск скляний. Злом раковистий. Супутні мінерали: кальцит, доломіт, олівін, шпінель, флогопіт, людвігіт, варвікіт.

## Розповсюдження
Зустрічається у контактово-метасоматичних доломітах, магнезіальних скарнах, кальцифірах. Рідкісний. Знахідки: Алдан (Сибір, РФ), округ Воррен (Нью Йорк, США), Могок (Верхня М'янма), Шрі-Ланка.